# Liste des sites Ramsar en Colombie
Cet article recense les zones humides de Colombie concernées par la convention de Ramsar.

## Statistiques
La convention de Ramsar est entrée en vigueur en Colombie le 18 octobre 1998.
En janvier 2020, le pays compte 7 sites Ramsar, couvrant une superficie de 7 541,48 km2.

## Liste
| Site                                                           | Département  | Notes | Date              | Superficie (km²) | Altitude (m)  | Identifiant Ramsar | Identifiant WDPA | Coordonnées                         | Photo |
| -------------------------------------------------------------- | ------------ | ----- | ----------------- | ---------------- | ------------- | ------------------ | ---------------- | ----------------------------------- | ----- |
| Système du delta du río Magdalena, grand marais de Santa Marta | Magdalena    |       | 18 juin 1998      | 4 000,00         | 0 - 20        | 951                | 166738           | 10° 45′ 00″ nord, 74° 28′ 59″ ouest |       |
| Laguna de la Cocha                                             | Nariño       |       | 8 janvier 2001    | 390,00           | 2 700         | 1047               | 900568           | 1° 03′ nord, 77° 12′ ouest          |       |
| Delta du río Baudó                                             | Chocó        |       | 5 juin 2004       | 88,88            | 0 - 15        | 1387               | 902320           | 4° 52′ 59″ nord, 77° 22′ 01″ ouest  |       |
| Complexe de zones humides de la laguna del Otún                | Risaralda    |       | 25 juin 2008      | 65,79            | 3 300 - 4 850 | 1781               | 109016           | 4° 45′ 00″ nord, 75° 25′ 01″ ouest  |       |
| Système lacustre de Chingaza                                   | Cundinamarca |       | 25 juin 2008      | 40,58            | 3 050 - 3 950 | 1782               | 109015           | 4° 30′ nord, 73° 45′ ouest          |       |
| Complexe de zones humides du bassin de l'Inírida               | Guainía      |       | 8 juillet 2014    | 2 501,5891       | 50 - 730      | 2217               | 555624139        | 3° 49′ 19″ nord, 67° 51′ 29″ ouest  |       |
| Complexe de zones humides des lacs de Tarapoto                 | Amazonas     |       | 28 septembre 2017 | 454,6396         | 40 - 150      | 2336               | 555637342        | 3° 46′ 37″ sud, 70° 32′ 24″ ouest   |       |